# Saison 2013 de l'équipe cycliste Argos-Shimano
La saison 2013 de l'équipe cycliste Argos-Shimano est la neuvième de cette équipe.

## Préparation de la saison 2013

### Sponsors et financement de l'équipe
Depuis 2012, le principal sponsor de l'équipe est la compagnie pétrolière Argos Oil (nl). La durée du partenariat annoncé en mars 2012 est de trois ans. Argos se retire cependant de l'équipe à l'issue de cette saison 2013. Le deuxième sponsor éponyme de l'équipe est Shimano, fabricant de composants de vélo, engagé jusqu'en 2014. La société américaine Felt (en) est le fournisseur de cycles de l'équipe. Le budget pour cette saison est d'environ 6 millions d'euros.

### Arrivées et départs
| Arrivées                    | Équipe 2012     |
| --------------------------- | --------------- |
| Jonas Ahlstrand             | CykelCity.se    |
| Nikias Arndt                | LKT Brandenburg |
| Warren Barguil              | CC Étupes       |
| William Clarke              | Champion System |
| Reinardt Janse van Rensburg | MTN Qhubeka     |
| Luka Mezgec                 | Sava            |
| François Parisien           | SpiderTech-C10  |
| Thomas Peterson             | Garmin-Sharp    |
| Georg Preidler              | Type 1-Sanofi   |

| Départs            | Équipe 2013     |
| ------------------ | --------------- |
| Thomas Bonnin      | NSP-Ghost       |
| Yukihiro Doi       | Ukyo            |
| Alexandre Geniez   | FDJ             |
| Dominic Klemme     | IAM             |
| Roger Kluge        | NetApp-Endura   |
| Ronan van Zandbeek | De Rijke-Shanks |

## Coureurs et encadrement technique

### Effectif
| Cycliste                    | Date de naissance | Nationalité    | Équipe 2012        |
| --------------------------- | ----------------- | -------------- | ------------------ |
| Jonas Ahlstrand             | 16 février 1990   | Suède          | CykelCity.se       |
| Nikias Arndt                | 18 novembre 1991  | Allemagne      | LKT Brandenburg    |
| Warren Barguil              | 28 octobre 1991   | France         | CC Étupes          |
| Ji Cheng                    | 24 octobre 1987   | Chine          | Argos-Shimano      |
| William Clarke              | 11 avril 1985     | Australie      | Champion System    |
| Roy Curvers                 | 27 décembre 1979  | Pays-Bas       | Argos-Shimano      |
| Thomas Damuseau             | 18 mars 1989      | France         | Argos-Shimano      |
| Bert De Backer              | 2 avril 1984      | Belgique       | Argos-Shimano      |
| Koen de Kort                | 8 septembre 1982  | Pays-Bas       | Argos-Shimano      |
| John Degenkolb              | 7 janvier 1989    | Allemagne      | Argos-Shimano      |
| Tom Dumoulin                | 11 novembre 1990  | Pays-Bas       | Argos-Shimano      |
| Johannes Fröhlinger         | 9 juin 1985       | Allemagne      | Argos-Shimano      |
| Simon Geschke               | 13 mars 1986      | Allemagne      | Argos-Shimano      |
| Patrick Gretsch             | 7 avril 1987      | Allemagne      | Argos-Shimano      |
| Yann Huguet                 | 2 mai 1984        | France         | Argos-Shimano      |
| Thierry Hupond              | 10 novembre 1984  | France         | Argos-Shimano      |
| Reinardt Janse van Rensburg | 3 février 1989    | Afrique du Sud | MTN Qhubeka        |
| Marcel Kittel               | 11 mai 1988       | Allemagne      | Argos-Shimano      |
| Tobias Ludvigsson           | 22 février 1991   | Suède          | Argos-Shimano      |
| Luka Mezgec                 | 27 juin 1988      | Slovénie       | Sava               |
| François Parisien           | 27 avril 1982     | Canada         | SpiderTech-C10     |
| Thomas Peterson             | 24 décembre 1986  | États-Unis     | Garmin-Sharp       |
| Georg Preidler              | 17 juin 1990      | Autriche       | Type 1-Sanofi      |
| Ramon Sinkeldam             | 9 février 1989    | Pays-Bas       | Argos-Shimano      |
| Matthieu Sprick             | 29 septembre 1981 | France         | Argos-Shimano      |
| Tom Stamsnijder             | 15 mai 1985       | Pays-Bas       | Argos-Shimano      |
| Albert Timmer               | 13 juin 1985      | Pays-Bas       | Argos-Shimano      |
| Tom Veelers                 | 14 septembre 1984 | Pays-Bas       | Argos-Shimano      |
| Yan Dong Xing               | 20 mars 1985      | Chine          | MAX Success Sports |
| Stagiaire                   | Date de naissance | Nationalité    | Équipe 2013        |
| Nikodemus Holler            | 4 mai 1991        | Allemagne      | Thüringer Energie  |
| Quentin Jauregui            | 22 avril 1994     | France         | BKCP-Powerplus     |
| Michael Olsson              | 4 mars 1986       | Suède          | People4you-Unaas   |

### Encadrement
Argos-Shimano est dirigée par Iwan Spekenbrink, propriétaire de la société SMS Cycling BV, qui gère également l'équipe féminine Argos-Shimano. Les directeurs sportifs de l'équipe sont les mêmes qu'en 2012 : Rudie Kemna, Christian Guiberteau, Aike Visbeek, Marc Reef et Addy Engels. Aike Visbeek est directeur sportif de l'équipe depuis sa création en 2005. Rudie Kemna l'est devenu en 2006, après avoir terminé sa carrière de coureur dans l'équipe. Ayant avoué en début d'année avoir consommé de l'EPO en 2003, il est suspendu six mois,. Christian Guiberteau fait partie de l'encadrement de l'équipe depuis 2011, Addy Engels et Marc Reef depuis 2012.
Adriaan Helmantel et Jorn Knops sont les deux nouveaux entraîneurs de l'équipe. Adriaan Helmantel remplace Merijn Zeeman, parti entraîner l'équipe Belkin. Il a auparavant travaillé pour l'Union royale néerlandaise de cyclisme et entraîné, entre autres, Kirsten Wild. Merijn Zeeman, âgé de 22 ans, s'occupe principalement de l'équipe féminine et travaille occasionnellement avec l'équipe masculine.

## Bilan de la saison

### Victoires
| Date       | Course                                               | Pays      | Classe | Vainqueur                   |
| ---------- | ---------------------------------------------------- | --------- | ------ | --------------------------- |
| 11/02/2013 | 1re étape du Tour d'Oman                             | Oman      | 2.HC   | Marcel Kittel               |
| 05/03/2013 | 2e étape de Paris-Nice                               | France    | WT     | Marcel Kittel               |
| 22/03/2013 | 5e étape du Tour de Catalogne                        | Espagne   | WT     | François Parisien           |
| 03/04/2013 | Grand Prix de l'Escaut                               | Belgique  | 1.HC   | Marcel Kittel               |
| 21/04/2013 | 1re étape du Tour de Turquie                         | Turquie   | 2.HC   | Marcel Kittel               |
| 27/04/2013 | 7e étape du Tour de Turquie                          | Turquie   | 2.HC   | Marcel Kittel               |
| 28/04/2013 | 8e étape du Tour de Turquie                          | Turquie   | 2.HC   | Marcel Kittel               |
| 08/05/2013 | 5e étape du Tour d'Italie                            | Italie    | WT     | John Degenkolb              |
| 10/05/2013 | 1re étape du Tour de Picardie                        | France    | 2.1    | Marcel Kittel               |
| 12/05/2013 | 3e étape du Tour de Picardie                         | France    | 2.1    | Marcel Kittel               |
| 12/05/2013 | Classement général du Tour de Picardie               | France    | 2.1    | Marcel Kittel               |
| 09/06/2013 | ProRace Berlin                                       | Allemagne | 1.1    | Marcel Kittel               |
| 14/06/2013 | 3e étape du Ster ZLM Toer                            | Pays-Bas  | 2.1    | Marcel Kittel               |
| 29/06/2013 | 1re étape du Tour de France                          | France    | WT     | Marcel Kittel               |
| 09/07/2013 | 10e étape du Tour de France                          | France    | WT     | Marcel Kittel               |
| 11/07/2013 | 12e étape du Tour de France                          | France    | WT     | Marcel Kittel               |
| 21/07/2013 | 21e étape du Tour de France                          | France    | WT     | Marcel Kittel               |
| 10/08/2013 | 3e étape de l'Arctic Race of Norway                  | Norvège   | 2.1    | Nikias Arndt                |
| 25/08/2013 | Vattenfall Cyclassics                                | Allemagne | WT     | John Degenkolb              |
| 06/09/2013 | 13e étape du Tour d'Espagne                          | Espagne   | WT     | Warren Barguil              |
| 09/09/2013 | 16e étape du Tour d'Espagne                          | Espagne   | WT     | Warren Barguil              |
| 15/09/2013 | Grand Prix Jef Scherens                              | Belgique  | 1.1    | Bert De Backer              |
| 25/09/2013 | Circuit du Houtland                                  | Belgique  | 1.1    | Marcel Kittel               |
| 04/10/2013 | 2e étape de l'Eurométropole Tour                     | Belgique  | 2.1    | John Degenkolb              |
| 06/10/2013 | 4e étape de l'Eurométropole Tour                     | Belgique  | 2.1    | John Degenkolb              |
| 08/10/2013 | Binche-Tournai-Binche - Mémorial Frank Vandenbroucke | Belgique  | 1.1    | Reinardt Janse van Rensburg |
| 10/10/2013 | Paris-Bourges                                        | France    | 1.1    | John Degenkolb              |
| 13/10/2013 | Paris-Tours                                          | France    | 1.HC   | John Degenkolb              |
| 15/10/2013 | 5e étape du Tour de Pékin                            | Chine     | WT     | Luka Mezgec                 |

### Résultats sur les courses majeures
Les tableaux suivants représentent les résultats de l'équipe dans les principales courses du calendrier international (les cinq classiques majeures et les trois grands tours). Pour chaque épreuve est indiqué le meilleur coureur de l'équipe, son classement ainsi que les accessits glanés par Argos-Shimano sur les courses de trois semaines.

#### Classiques
| Classique            | Milan-San Remo       | Tour des Flandres   | Paris-Roubaix         | Liège-Bastogne-Liège | Tour de Lombardie  |
| -------------------- | -------------------- | ------------------- | --------------------- | -------------------- | ------------------ |
| Coureur (classement) | John Degenkolb (18e) | John Degenkolb (9e) | Ramon Sinkeldam (25e) | Simon Geschke (19e)  | Tom Dumoulin (18e) |

#### Grands tours
| Grand tour           | Tour d'Italie                       | Tour de France                       | Tour d'Espagne                        |
| -------------------- | ----------------------------------- | ------------------------------------ | ------------------------------------- |
| Coureur (classement) | Thomas Damuseau (53e)               | Tom Dumoulin (41e)                   | Georg Preidler (36e)                  |
| Accessits            | 1 victoire d'étape (John Degenkolb) | 4 victoires d'étapes (Marcel Kittel) | 2 victoires d'étapes (Warren Barguil) |

### Classement UCI
L'équipe Argos-Shimano termine à la seizième place du World Tour avec 355 points. Ce total est obtenu par l'addition des points des cinq meilleurs coureurs de l'équipe au classement individuel que sont John Degenkolb, 41e avec 119 points, Marcel Kittel, 57e avec 92 points, Tom Dumoulin, 60e avec 85 points, Warren Barguil, 101e avec 32 points, et Luka Mezgec, 105e avec 27 points,. Le championnat du monde du contre-la-montre par équipes terminé à la 14e place ne rapporte aucun point à l'équipe.
| Rang | Coureur                     | Points |
| ---- | --------------------------- | ------ |
| 41   | John Degenkolb              | 119    |
| 57   | Marcel Kittel               | 92     |
| 60   | Tom Dumoulin                | 85     |
| 101  | Warren Barguil              | 32     |
| 105  | Luka Mezgec                 | 27     |
| 159  | Simon Geschke               | 6      |
| 164  | François Parisien           | 6      |
| 166  | Nikias Arndt                | 6      |
| 193  | Georg Preidler              | 2      |
| 196  | Tobias Ludvigsson           | 2      |
| 201  | Reinardt Janse van Rensburg | 2      |